# Augustin De Backer
Pour les articles homonymes, voir De Backer.
Augustin De Backer, né le 18 juillet 1809 à Anvers (Belgique) et décédé le 1er décembre 1873 à Liège (Belgique), était un prêtre jésuite belge et bibliographe de renom.

## Jeunesse et formation
La politique anti-catholique du calviniste Guillaume I d'Orange, souverain des Pays-Bas, obligea le jeune Augustin (comme beaucoup d’autres) à s’exiler pour recevoir une éducation catholique. Il étudia chez les jésuites, en France (Saint-Acheul) et en Suisse (Fribourg). Il y acquit une passion pour les livres. Ses études secondaires terminées il fit un grand tour des bibliothèques de France et de Belgique à la recherche de livres imprimés par Christophe Plantin, le célèbre imprimeur de sa ville natale, Anvers. 
En 1835 De Backer est reçu dans la Compagnie de Jésus par le Supérieur Général, Jean-Philippe Roothaan, qu’il avait sans doute connu lorsqu'étudiant à Fribourg. Roothaan l’envoie à Nivelles, en Belgique, pour y faire son noviciat (29 juin 1835). Il enseigne trois ans au collège Notre-Dame de la Paix, à Namur (1837-1840) et poursuit ensuite par des études de théologie à Louvain : il est ordonné prêtre le 10 septembre 1843, à Liège.

## Bibliographe
Alors qu’il étudiait la théologie à Louvain il découvrit la Bibliotheca Scriptorum Societatis Iesu, un catalogue de livres écrits par les jésuites, publié à Rome en 1676. Il décida de réviser et mettre à jour cette œuvre importante de Nathaniel Bacon, en y appliquant de plus des méthodes scientifiques encore inconnues au XVIIe siècle.  De Liège (où il était professeur) il se mit à visiter bibliothèques belges et étrangères et, avec l’aide de son frère Alois De Backer (1823-1883), également jésuite, commença en 1853 la publication de la Bibliothèque des écrivains de la Compagnie de Jésus. Pour chaque auteur une introduction biographique était donnée, et pour chaque livre la liste ses différentes éditions. La première édition, en 7 volumes (de 1853 à 1861) fut bien reçue par les milieux académiques. 
Pour la seconde édition le nom d’un nouveau collaborateur apparaît sur la page de garde: Carlos Sommervogel (1834-1902). Le jeune jésuite français continuera le travail de De Backer et mit régulièrement à jour ce qui est devenu la Bibliothèque de la Compagnie de Jésus, un ouvrage qui reste à ce jour une référence majeure pour tout ce qui concerne les écrits des jésuites depuis la fondation de l'Ordre (1540) à la fin du XIXe siècle.

## Écrits
- Annales plantiniennes; Christophe Plantin (1555-1589)
- Bibliothèque des écrivains de la Compagnie de Jésus, 7 vol., Liège, 1853 à 1861

## Référence
- V. Van Tricht, La bibliothèque des écrivains de la Compagnie de Jésus et le Père Augustin De Backer, Louvain, 1876